# Martin Döring (Verwaltungsjurist)
Martin Döring (* 30. März 1924 in Niedersachswerfen) ist ein deutscher Jurist und Verwaltungsbeamter.

## Leben
Martin Döring, Sohn eines Kaufmanns, nahm seit 1942 als Soldat am Zweiten Weltkrieg teil und geriet zuletzt in Gefangenschaft, aus der er 1945 entlassen wurde. Er studierte von 1946 bis 1948 Rechtswissenschaften, legte 1948 das Erste und 1952 das Zweite Juristische Staatsexamen ab und promovierte 1949 zum Doktor der Rechte. 1953 trat er als Finanzassessor in die nordrhein-westfälische Finanzverwaltung ein und arbeitete in der Folgezeit beim Finanzamt Herford, beim Finanzamt Minden und bei der Oberfinanzdirektion Münster. Beim Mindener Finanzamt war er als Sachgebietsleiter tätig. 1954 wurde er zum Regierungsassessor und 1955 zum Regierungsrat ernannt.
Döring, Mitglied der SPD, wechselte 1960 als Beamter ins Finanzministerium des Landes Nordrhein-Westfalen. Hier erhielt er 1961 die Ernennung zum Oberregierungsrat, 1965 die zum Regierungsdirektor, 1966 die zum Ministerialrat, 1968 die zum Leitenden Ministerialrat und 1969 die zum Ministerialdirigenten. Vom 1. Oktober 1970 bis zu seinem Eintritt in den einstweiligen Ruhestand im Januar 1980 amtierte er als Staatssekretär im Finanzministerium.

## Ehrungen
- Bundesverdienstkreuz am Bande, Januar 1976
- Bundesverdienstkreuz 1. Klasse, 1980